# Pieris krueperi
Pieris krueperi Staudinger, 1860, è un Lepidottero appartenente alla famiglia Pieridae.

## Descrizione

### Adulto
Filogeneticamente affine a Pieris ergane, Pieris mannii, Pieris napi e Pieris rapae; da queste si differenzia fondamentalmente per il fatto che la parte superiore dell'ala anteriore presenta una macchia scura triangolare in prossimità dell'apice.
L'apertura alare va da 2,1 a 2,5 cm.

### Uova
Le uova vengono deposte da aprile a ottobre.

### Larva
Le larve si possono osservare da aprile a novembre.

### Pupa
Si trovano tutto l'anno; questo stadio va in ibernazione durante l'inverno.

## Distribuzione e habitat
La specie ha un areale di tipo paleartico, compreso tra la Penisola Balcanica sud-orientale (Bulgaria Macedonia e Grecia), l'Iran, fino all'Asia Centrale (Turkestan e Kashmir). È considerata vulnerabile in Bulgaria ed è comunque rara in tutto l'areale.
La si può osservare in corrispondenza a pendii rocciosi, anche vulcanici, dal livello del mare fino a 2000 metri di quota. Le popolazioni più meridionali raggiungono quote anche maggiori.

## Biologia

### Periodo di volo
Da marzo a ottobre, in 2-4 generazioni l'anno.

### Alimentazione
I bruchi si nutrono sulle foglie di Brassicaceae del generi Aurinia e Alyssum (in particolare Alyssum montanum).

## Tassonomia
Si distinguono due sottospecie, con differente distribuzione:
- Pieris krueperi krueperi Staudinger, 1860 (Balcani, Iran, Baluchistan, Kopet-Dagh, Asia Minore e Asia Centrale)
- Pieris krueperi devta de Nicéville, 1884 (Tian Shan, Ghissar, Ghissar meridionale, Darvaz, Alaj, Pamir occidentale)